# 秃房紫茎
秃房紫茎（学名：Stewartia glabra）为山茶科紫茎属下的一个种。

## 扩展阅读
- 維基物種上的相關：秃房紫茎